# Bão Ampil (2018)
Bão Ampil (PASAGA: Inday; JTWC: 12W) là một cơn bão nhiệt đới tuy không phải là quá mạnh nhưng gây thiệt hại hơn hàng trăm triệu đô la cho Trung Quốc. Hình thành từ một khu vực áp suất thấp tại vùng biển phía đông Philipines, sau đó mạnh lên thành áp thấp nhiệt đới rồi bão và đi bẻ hướng liên tục, cuối cùng, nó đã đổ bộ vào vùng Hoa Đông như một cơn bão nhiệt đới.

## Lịch sử khí tượng
Vào ngày 17 tháng 7, một áp thấp nhiệt đới yếu đã phát triển trên biển Philippines. Với một số đối lưu sâu sắc và hệ thống nằm trong môi trường thuận lợi, JTWC bắt đầu theo dõi trên hệ thống, chỉ định nó là 12W. Vào ngày hôm sau, PAGASA theo sau và được đặt tên là Inday. Vào lúc 12:00 UTC ngày 18 tháng 7, hệ thống này đã tăng cường thành một cơn bão nhiệt đới và được đặt tên là Ampil.  Khi Ampil di chuyển theo hướng bắc, cấu trúc của hệ thống đã mở rộng cùng với sự đối lưu sâu sắc bền vững. Mặc dù có hàm lượng nhiệt đại dương không thuận lợi, Ampil vẫn duy trì nhiệt độ bề mặt tương đối ấm áp với sự bao gồm một sự đối lưu sâu rộng, do đó Ampil được xếp vào loại bão nhiệt đới nghiêm trọng. Với một hệ thống đối lưu được cải thiện, JTWC đã đánh giá rằng Ampil đã đạt tới đỉnh cao nhất 1 phút là 95 km/h (60 dặm / giờ). Ampil đạt đến cường độ đỉnh của nó với áp suất tối thiểu 985 hPa và duy trì cường độ đó trong vài ngày tới, bất chấp sự thay đổi hướng. Vào ngày 21 tháng 7, trung tâm của hệ thống trở nên lộ ra khi hệ thống yếu đi một chút. Vào ngày hôm sau, JMA đã hạ cấp Ampil trở lại một cơn bão nhiệt đới khi hệ thống đổ bộ vào Trung Quốc với sự thiếu đối lưu. Ampil suy yếu hơn nữa cho một áp thấp nhiệt đới vào ngày 23 tháng 7, và cả hai cơ quan đã ban hành tư vấn cuối cùng của họ về hệ thống. JMA theo dõi hệ thống cho đến khi nó suy yếu thành một khu vực có áp suất thấp lúc 18:00 UTC vào ngày 24 tháng 7.

## Tác động

### Quần đảo Ryukyu
Bị ảnh hưởng bởi Ampil, đã có 12 chuyến bay bị hủy tại sân bay Naha, và tổng cộng 1154 người bị ảnh hưởng .

### Hoa Đông
Vào chiều ngày 19, Ampil quay về phía tây bắc và tiếp cận bờ biển phía đông của Trung Quốc với tốc độ khoảng 15 km mỗi giờ. Do đó, sau khi Trung tâm khí tượng quốc gia thuộc Trung Quóc nâng tín hiệu cảnh báo bão cho  bão Sơn Tinh trong nửa ngày, cần tái phát hành tín hiệu cảnh báo màu xanh bão vào lúc 6 giờ chiều. Ampil là khoảng 1360 km về phía đông nam của Xiangshan, Chiết Giang. Trung tâm khí tượng quốc gia hy vọng rằng Ampil sẽ hạ cánh ở Chiết Giang, Giang Tô và Thượng Hải vào tối ngày 21 đến sáng sớm ngày 22, và sau đó vào nội địa, băng qua biên giới giữa Giang Tô và An Huy . Nửa ngày sau, Trung tâm khí tượng quốc gia đã phát ra một tín hiệu cảnh báo màu vàng cho bão vào lúc 6 giờ sáng ngày 20. Vào thời điểm đó, Ampil cách phía đông nam của Xiangshan, Chiết Giang, khoảng 1.170 kilômét . Vào lúc 9:30 sáng, Cơ quan Khí tượng Trung Quốc đã đưa ra một phản ứng khẩn cấp ba cấp cho các thảm họa khí tượng lớn (bão) . Ampil đổ bộ vào Dongtan, Chenjia Town,Huyện Chongming  Thượng Hải lúc 12:30 ngày 22 . Sau đó, Ampil đến cửa sông Yangtze, sau đó vào Giang Tô và suy yếu thành một cơn bão nhiệt đới. Trung tâm khí tượng quốc gia đã thay đổi tín hiệu cảnh báo màu xanh bão vào lúc 6 giờ chiều, khi Ampil nằm ở Giang Tô  . Ampil suy yếu dần và tiếp tục di chuyển về phía tây bắc. Nó di chuyển vào Sơn Đông lúc 12 giờ trưa ngày 23, sau đó vào Hà Bắc vào buổi sáng lúc 3:50 ngày 24, chuyển đến Thiên Tân lúc 7 giờ sáng, và chuyển về Hà Bắc lúc 1 giờ chiều. Vào lúc 5 giờ chiều, nó đến Liêu Ninh và chuyển đến Bali, Nội Mông vào lúc 7 giờ tối, và cuối cùng trở thành một cơn lốc xoáy ngoại nhiệt đới ở Kailu, Nội Mông vào lúc 2 giờ ngày 25 . Đài quan sát khí tượng Trung ương Trung Quốc đã ngừng đánh số Ambi lúc 2 giờ sáng ngày 25 tháng 7 và phát hành cảnh báo màu xanh bão vào lúc 6:00, nhưng lưu thông còn lại vẫn ảnh hưởng đến các tỉnh Cát Lâm và Hắc Long Giang, mang gió mạnh và mưa lớn .

#### Bão trên Tây Bắc Thái Bình Dương
- Bão Maria (2018)
- Bão Sơn Tinh (2018)
- Bão Tembin (2017)
- Bão Kai-tak (2012)

#### Bão trên Đông Bắc Thái Bình Dương
- Bão Bud (2018)
- Bão Carlotta (2018)
- Bão Patricia

#### Bão trên Bắc Đại Tây Dương
- Bão Sandy
- Bão Issac
- Bão Harvey

#### Bão trên Bắc Ấn Độ Dương
- Bão Sagar (2018)
- Bão Chapala

#### Bão ở Nam Bán Cầu
- Xoáy thuận Marcus
- Xoáy thuận Gita
- Bão Winston